# Дьюинг, Томас Уилмер
Томас Уилмер Дьюинг (англ. Thomas Wilmer Dewing; 1851—1938) — американский художник-тоналист, один из основателей художественного общества «Десять американских художников».

## Биография
Родился 4 мая 1851 года в Бостоне, штат Массачусетс.
После школы работал учеником литографии. Затем обучался в парижской Академии Жюлиана у Гюстава Буланже и Жюля Лефевра. По возвращении в Соединённые Штаты в 1878 году остановился в Бостоне. В 1880 году Томас переехал в Нью-Йорк, где познакомился и женился на Марии Оки, тоже художнице. В 1881 году он начал преподавать в нью-йоркской художественной школе Лига студентов-художников Нью-Йорка. С 1885 по 1905 годы вместе с женой проводили лето в художественной колонии городка Корниш в Нью-Гэмпшире.
В 1888 году Томас Дьюинг был избран в Национальную академию дизайна. В 1898 году он стал одним из основателей группы из десяти американских художников, которые отделились от Общества американских художников в 1897 году. В 1899 году Дьюинг вступил в Общество художников-пейзажистов (англ. Society of Landscape Painters), основанное в этом же году, где он работал с другими художниками-тоналистами.
Перестал писать после 1920 года и последние годы жизни провёл в своем доме в Корнише, Нью-Гэмпшир. Умер 5 ноября 1938 года в Нью-Йорке. Похоронен на кладбище Mount Auburn Cemetery города Кембридж, Массачусетс.
Был женат на художнице Марии Оки Дьюинг, у них был сын, умерший в младенчестве, и дочь Элизабет, родившаяся в 1885 году.

## Произведения
Работы Дьюинга находятся во многих музеях, в частности в художественном музее Смитсоновского института, а также частных коллекциях Джона Геллатли (англ. John Gellatly), Чарльза Фрира и других коллекционеров.

Некоторые работы
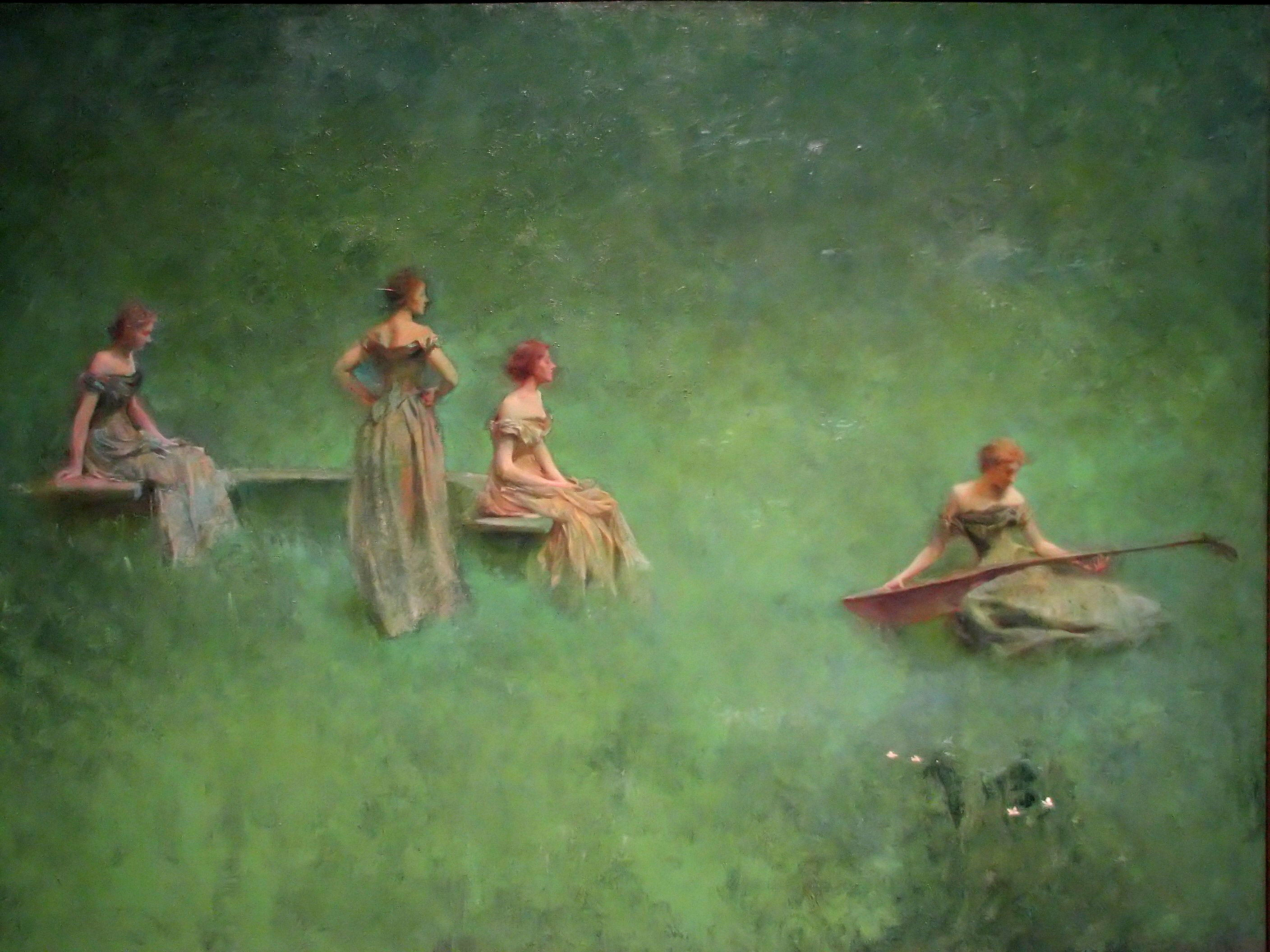
Лютня. Ок. 1895
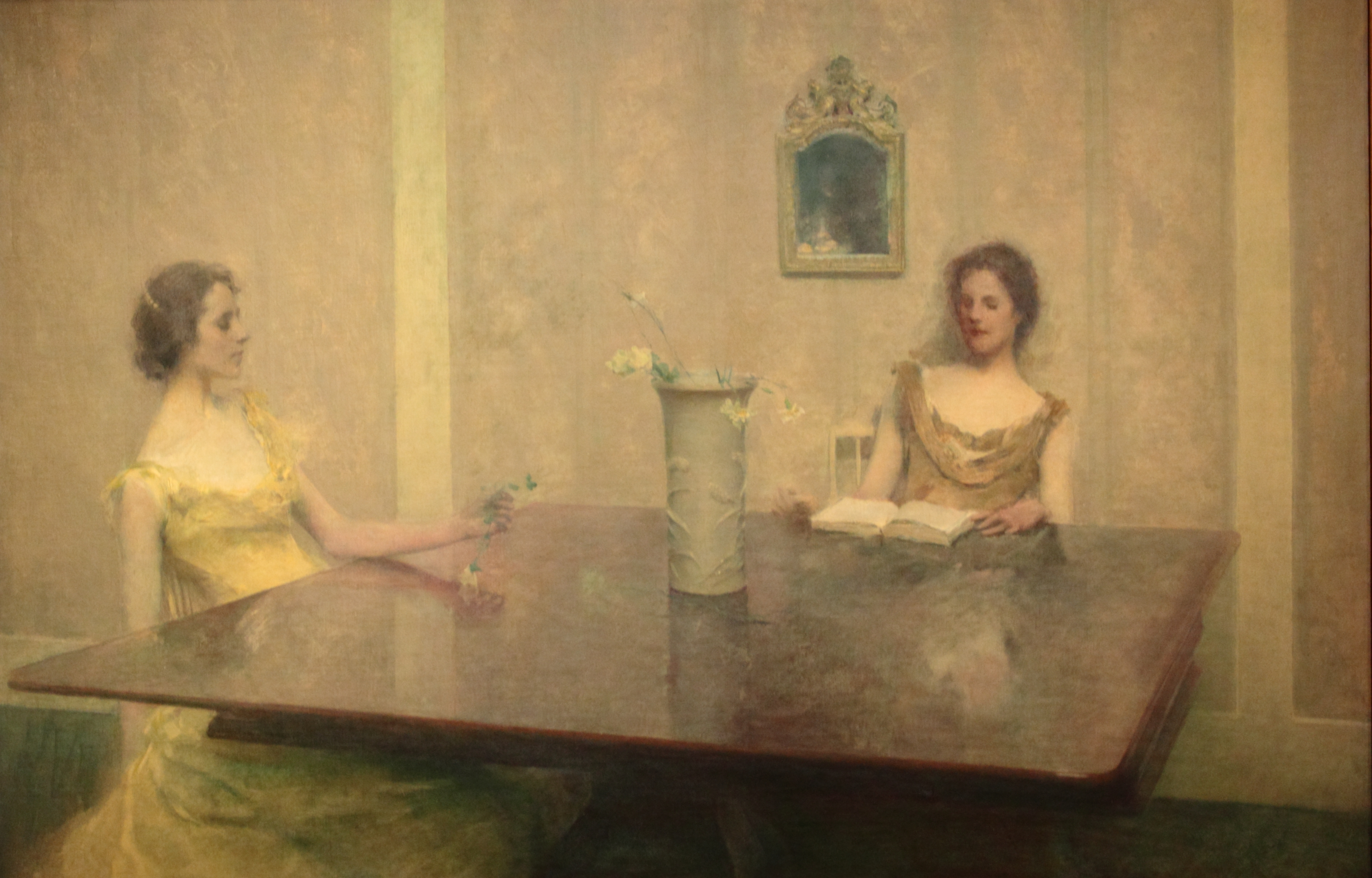
Чтение. 1897
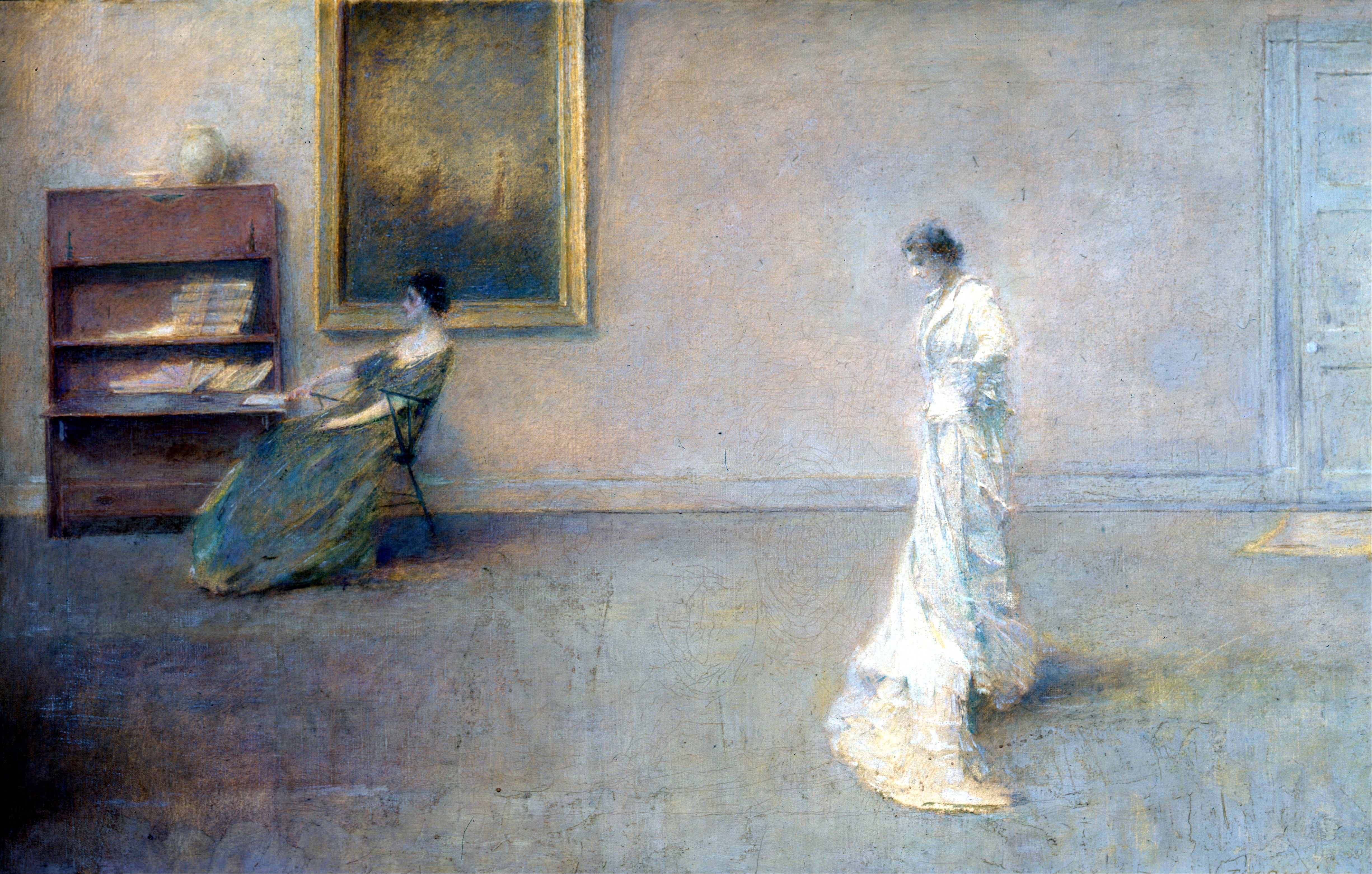
Белое платье. 1901